# Filippo Marchetti
Filippo Marchetti (ur. 26 lutego 1831 w Bolognoli, zm. 18 stycznia 1902 w Rzymie) – włoski kompozytor.

## Życiorys
W latach 1843–1850 był uczniem Luigiego Bindi w Bolognoli. Od 1850 do 1854 roku studiował w konserwatorium w Neapolu u Giuseppe Lillo (figuracja i harmonia) i Carlo Contiego (kontrapunkt i kompozycja). Uczył się też prywatnie u Saverio Mercadantego. W latach 1881–1886 był dyrektorem Akademii Muzycznej św. Cecylii w Rzymie, a od 1886 do 1901 roku dyrektorem rzymskiego Liceo Musicale. Był nauczycielem Małgorzaty Sabaudzkiej, kierował też nadwornym kwintetem.
Tworzył opery o subtelnej, śpiewnej melodyce i barwnej orkiestracji, pozbawione jednak napięcia dramatycznego i związków strukturalnych pomiędzy muzyką a akcją dramatyczną. Jako kompozytor pozostał w cieniu Giuseppe Verdiego. Jego opery, odnoszące w swoim czasie pewne sukcesy, z czasem popadły w zapomnienie.

## Opery
(na podstawie materiałów źródłowych)
- Gentile da Varano (wyst. Turyn 1856)
- La Demente (wyst. Turyn 1856)
- Il Paria (1859, niewystawiona)
- Romeo e Giulietta (wyst. Triest 1865)
- Ruy Blas (wyst. Mediolan 1869)
- Gustavo Vasa (wyst. Mediolan 1875)
- Don Giovanni d’Austria (wyst. Turyn 1880)